# نطاق بروتين

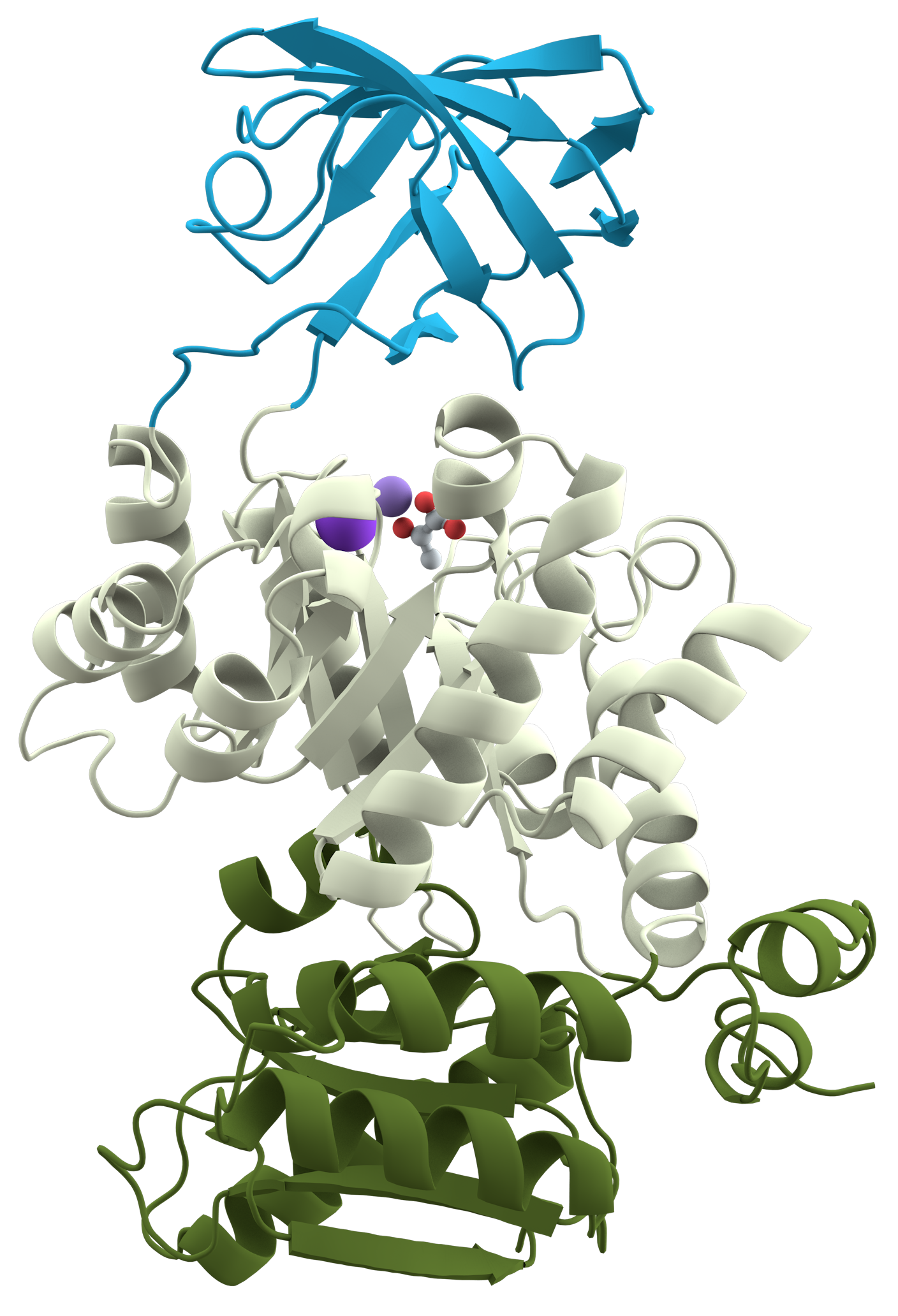
Pyruvate kinase, بروتين ذو 3 نطاقات.

نطاق بروتين  أو مجالات بروتين  (بالإنجليزية:  protein domain)‏ هو جزء مكتمل من سلسلة بروتين معين ذات تركيب مجسم (في ثلاثة أبعاد) قد تنشأ، وتكون لها وظيفة حيوية، ويمكنها البقاء منفصلة عن بقية سلسلة البروتين. يكوّن كل نطاق domain من نظام متماسك في ثلاثة أبعاد ويمكنه البقاء مستقرا وقد يتطابق على نفسه.
الكثير من البروتينات تكون مكوّنة من نطاقات بنائية. وقد يظهر نطاق معين domain في العديد من البروتينات المختلفة. وتستخدم الجزيئات الكبيرة النطاقات كوحدات بنائية؛ وترتبط ببعضها البعض بأنظمة مختلفة مكونة بروتينات ذات وظائف مختلفة.
تختلف المجالات (النطاقات) في طولها بين 25 حمض أميني إلى 500 حمض أميني. ومن أقصر النطقات نجد «أصابع الزنك» zinc fingers وفيه تعمل ذرة معدنية أو «قنطرة سلفيد ثنائية» على استقراره.
تشكل النطاقات وحدات وظيفية، مثل النطاق EF hand domain الخاص ب كالمودولين. ونظرا لكون النطاقات تكون مستقرة وغير معتمدة على بعضها البعض، فيمكن استبدال نطاق بنطاق آخر بواسطة التقنية الجينية؛ أي استبدال نطاق بنطاق آخر لإنتاج بروتين اندماجي.

## نطاقات غير معروف وظيفتها (DUFs)
كثير من نطاقات البروتين لا تعرف لها وظيفة؛ ولهذا تسمى نطاقات لا وظيفية domain of unknown function, DUF . وتوجد تلك النطاقات كثيرا؛ فمثلا في البكتيريا وجدت نحو 2700 من النطاقات المختلفة ولا تعرف لها وظائف حتى الآن. وفي حقيقيات النوى توجد نحو 1500 من حلبات البروتين ومن ضمنها 800 حلبة بروتين توجد في بكتيريا (بواقع عام: 2013).
وقد قام الباحث «جوداكر» وزملاؤه في عام 2013 بفصل 238 DUFs (eDUFs) ضرورية في البكتيريا، وقد أدى اقتلاعها من الخلايا إلى موت الخلايا.